# Carol Anderson
Carol Anderson   (17 de juny de 1959) és una historiadora afroamericana. És professora d'Estudis Afroamericans de la Universitat d'Emory. Els seus focus de recerca versen sobre la política pública considerant la raça, la justícia i la igualtat.

## Educació
Anderson va obtenir el batxiller el grau de màster a la Universitat Miami d'Oxford, Ohio entre el 1981 i 1983, respectivament. Es va doctorar en història a la Universitat Estatal d'Ohio el 1995. El 2005 va guanyar una beca per estudiar a la Universitat Harvard, on va treballar en el seu llibre, Burgeois Radicals: The NAACP and the Struggle for Colonial Liberation, 1941–1960.

## Carrera professional
Anderson va treballar com a professora associada d'història a la Universitat de Missouri a Columbia. Va guanyar el premi a l'excel·lència en l'ensenyament el 2001. El 2009, Anderson va entrar a la facultat del departament d'Estudis afroamericans de la Universitat Emory d'Atlanta, Geòrgia.
El 2014, en un article per al The Washington Post, Anderson va argumentar que els Desordres de Ferguson del 2014 eren una manifestació de "ràbia blanca", o una resistència blanca contra l'avenç afroamericà. La columna fou un dels articles més llegits de l'any; va rebre ilers de comentaris i se li va oferir a Anderson va ser ofert un contracte per a que escrigués un llibre: White Rage: The Unspoken Truth of Our Racial Divide, que va versar sobre la història del racisme contra els negres als Estats Units.
White Rage un Best Seller segons el The New York Times i va ser llistat com a llibre notable de 2016 per The New York Times, The Washington Post, The Boston Globe, i el Chicago Review of Books. White Rage també fou llistat per The New York Times un llibre triat pels editors i el 2016 va guanyar el Premi National Book Critics Circle de Criticism.
Anderson ha parlat sobre el context històric la supressió de vots en relació amb la intimidació dels votants de les minories durant l'Elecció Presidencial dels Estats Units de 2016. També ha manifestat que l'elecció del president Donald Trump es deu a la ràbia blanca.
Anderson ha protestat contra abusos contra els drets humans de treballadors agraris de Florida, juntament amb la Coalition of Immokalee Workers (CIW).
Anderson fou membre del Historica Advisory Committee del Departament d'Estat dels Estats Units. Està a la Junta directiva del Board of Directors of the National Economic &Social Rights Initiative (NESRI).

## Obres seleccionades
- Carol Anderson Eyes Off the Prize: The United Nations and the African American Struggle for Human Rights, 1944–1955.  Cambridge University Press, 21 abril 2003. ISBN 9780521531580.
- Carol Anderson Bourgeois Radicals: The NAACP and the Struggle for Colonial Liberation, 1941–1960.  Cambridge University Press, 8 desembre 2014. ISBN 9780521763783.
- Carol Anderson (May 31, 2016). White Rage: The Unspoken Truth of Our Racial Divide. Bloomsbury Publishing USA. ISBN 9781632864147
- Carol Anderson (September 11, 2018). One Person, No Vote: How Voter Suppression Is Destroying Our Democracy. Bloomsbury Publishing USA. ISBN 9781635571370

## Premis i reconeixements seleccionats
- 2003 – Gustavus Myers Outstanding Book Award, Eyes Off the Prize[22]
- 2004 – Myrna F. Bernath Book Award, Eyes Off the Prize[23]
- 2016 – Politico 50[24]
- 2016 – Winner, National Book Critics Circle Award for Criticism, White Rage[17]